# Île Verte
Île Verte är en ö i Kanada. Den ligger i Saint Lawrencefloden i regionen Bas-Saint-Laurent och provinsen Québec, i den östra delen av landet, 500 km nordost om huvudstaden Ottawa.